# Ejaz, Idlib
Ejaz, Idlib (tiếng Ả Rập: اعجاز) là một ngôi làng Syria nằm ở Sinjar Nahiyah ở huyện Maarrat al-Nu'man, Idlib. Theo Cục Thống kê Trung ương Syria (CBS), Ejaz, Idlib có dân số 1341 trong cuộc điều tra dân số năm 2004.